# Lamprothripa gilvaria
Lamprothripa gilvaria är en fjärilsart som beskrevs av George Francis Hampson 1918. Lamprothripa gilvaria ingår i släktet Lamprothripa och familjen trågspinnare. Inga underarter finns listade i Catalogue of Life.